# Peter van Velzen
Peter van Velzen, né le 11 octobre 1958 à Pijnacker aux Pays-Bas, est un footballeur néerlandais, qui jouait au poste d'attaquant.
Il a terminé plusieurs fois meilleur buteur du championnat des Pays-Bas de deuxième division lors des saisons 1984-1985, 1985-1986 et 1989-1990.